# Copa Brasil de Voleibol Masculino de 2017
A Copa Brasil de Voleibol Masculino de 2017 foi a quinta edição desta competição organizada pela Confederação Brasileira de Voleibol através da Unidade de Competições Nacionais. Participaram do torneio sete equipes provenientes de três estados brasileiros: São Paulo, Minas Gerais e Rio Grande do Sul. A fase final do torneio foi realizada no Ginásio do Taquaral, em Campinas, São Paulo..

## Regulamento
Classificaram-se para a disputa da Copa Brasil de 2017 o Brasil Vôlei Clube/Vôlei Renata, como representante da sede, e as seis melhores equipes do primeiro turno da fase classificatória da Superliga Série A 2016/2017 (excetuando-se a equipe campineira). O torneio foi disputado em sistema de eliminatória simples, em jogos únicos, dividido em três fases: quartas-de-final, semifinais e final.
Os três times vitoriosos passaram às semifinais unindo-se ao Brasil Vôlei Clube/Vôlei Renata, nas quais o anfitrião enfrentou o vencedor do jogo 3 das quartas-de-final e as equipes vitoriosas dos jogos 1 e 2 confrontaram-se na outra partida. Os jogos da fase classificatória e quartas-de-final foram jogados com mando dos melhores clubes após o primeiro turno da Superliga 2016/17. Já as semifinais e a final foram realizadas no Ginásio do Taquaral, Campinas (SP).

## Participantes
| Equipe                          | Cidade        | Ginásio                         | Capacidade | Posição no primeiro turno de 2015/16 | Taubaté Canoas Juiz de Fora Montes Claros Contagem São Paulo CampinasCopa Brasil de Voleibol Masculino de 2017 (Brasil) |
| ------------------------------- | ------------- | ------------------------------- | ---------- | ------------------------------------ | --- |
| FUNVIC Taubaté                  | Taubaté       | Ginásio do Abaeté               | 3 000      | 4º                                   | Taubaté Canoas Juiz de Fora Montes Claros Contagem São Paulo CampinasCopa Brasil de Voleibol Masculino de 2017 (Brasil) |
| Juiz de Fora Vôlei              | Juiz de Fora  | Ginásio da UFJF                 | 1 000      | 6º                                   | Taubaté Canoas Juiz de Fora Montes Claros Contagem São Paulo CampinasCopa Brasil de Voleibol Masculino de 2017 (Brasil) |
| Lebes/Gedore/Canoas             | Canoas        | Ginásio da Unilasalle           | 1 200      | 7º                                   | Taubaté Canoas Juiz de Fora Montes Claros Contagem São Paulo CampinasCopa Brasil de Voleibol Masculino de 2017 (Brasil) |
| Montes Claros Vôlei             | Montes Claros | Ginásio Tancredo Neves          | 5 000      | 3º                                   | Taubaté Canoas Juiz de Fora Montes Claros Contagem São Paulo CampinasCopa Brasil de Voleibol Masculino de 2017 (Brasil) |
| Sada/Cruzeiro Vôlei             | Contagem      | Ginásio Poliesportivo do Riacho | 2 000      | 1º                                   | Taubaté Canoas Juiz de Fora Montes Claros Contagem São Paulo CampinasCopa Brasil de Voleibol Masculino de 2017 (Brasil) |
| Sesi-SP                         | São Paulo     | Ginásio SESI - Vila Leopoldina  | 800        | 2º                                   | Taubaté Canoas Juiz de Fora Montes Claros Contagem São Paulo CampinasCopa Brasil de Voleibol Masculino de 2017 (Brasil) |
| Brasil Vôlei Clube/Vôlei Renata | Campinas      | Ginásio do Taquaral             | 2 600      | 5º                                   | Taubaté Canoas Juiz de Fora Montes Claros Contagem São Paulo CampinasCopa Brasil de Voleibol Masculino de 2017 (Brasil) |

## Resultados
|  | Quartas de final | Quartas de final    | Quartas de final |  |  | Semifinais | Semifinais          | Semifinais |  |  | Finais | Finais         | Finais |
|  |                  |                     |                  |  |  |            |                     |            |  |  |        |                |        |
|  | 3º               | Montes Claros Vôlei | 1                |  |  |            |                     |            |  |  |        |                |        |
|  | 4º               | FUNVIC/Taubaté      | 3                |  |  |            |                     |            |  |  |        |                |        |
|  |                  |                     |                  |  |  | 5º         | Vôlei Renata        | 0          |  |  |        |                |        |
|  |                  |                     |                  |  |  | 4º         | FUNVIC/Taubaté      | 3          |  |  |        |                |        |
|  |                  |                     |                  |  |  |            |                     |            |  |  |        |                |        |
|  |                  |                     |                  |  |  |            |                     |            |  |  | 4º     | FUNVIC/Taubaté | 3      |
|  | 2º               | Sesi-SP             | 3                |  |  |            |                     |            |  |  | 2º     | Sesi-SP        | 0      |
|  | 6º               | Juiz de Fora Vôlei  | 0                |  |  |            |                     |            |  |  |        |                |        |
|  |                  |                     |                  |  |  | 2º         | Sesi-SP             | 3          |  |  |        |                |        |
|  |                  |                     |                  |  |  | 1º         | Sada Cruzeiro Vôlei | 2          |  |  |        |                |        |
|  | 1º               | Sada Cruzeiro Vôlei | 3                |  |  |            |                     |            |  |  |        |                |        |
|  | 7º               | Lebes/Gedore/Canoas | 0                |  |  |            |                     |            |  |  |        |                |        |

### Quartas de final
| 10 de janeiro de 2017 19:00 | Sesi-SP | 3 — 0             | Juiz de Fora Vôlei | SESI - Vila Leopoldina, São Paulo |
| 10 de janeiro de 2017 19:00 | 25      | Set 1 Set 2 Set 3 | 21 15 22           | SESI - Vila Leopoldina, São Paulo |

| 10 de janeiro de 2017 20:00 | Montes Claros Vôlei | 1 — 3                   | FUNVIC/Taubaté | Ginásio Tancredo Neves, Montes Claros |
| 10 de janeiro de 2017 20:00 | 17 25 15 21         | Set 1 Set 2 Set 3 Set 4 | 25 19 25       | Ginásio Tancredo Neves, Montes Claros |

| 11 de janeiro de 2017 20:00 | Sada Cruzeiro Vôlei | 3 — 0             | Lebes/Gedore/Canoas | Ginásio Poliesportivo do Riacho, Contagem |
| 11 de janeiro de 2017 20:00 | 25                  | Set 1 Set 2 Set 3 | 20 16               | Ginásio Poliesportivo do Riacho, Contagem |

### Semifinal
| 19 de janeiro de 2017 19:00 SporTV e TV Brasil | Vôlei Renata | 0 — 3             | FUNVIC/Taubaté | Ginásio do Taquaral, Campinas |
| 19 de janeiro de 2017 19:00 SporTV e TV Brasil | 22 19        | Set 1 Set 2 Set 3 | 25             | Ginásio do Taquaral, Campinas |

| 19 de janeiro de 2017 21:30 SporTV e TV Brasil | Sada Cruzeiro Vôlei | 2 — 3                         | Sesi-SP  | Ginásio do Taquaral, Campinas |
| 19 de janeiro de 2017 21:30 SporTV e TV Brasil | 25 23 20 15         | Set 1 Set 2 Set 3 Set 4 Set 5 | 23 25 17 | Ginásio do Taquaral, Campinas |

### Final
| 21 de janeiro de 2017 15:30 SporTV e TV Brasil | Sesi-SP  | 0 — 3             | FUNVIC/Taubaté | Ginásio do Taquaral, Campinas |
| 21 de janeiro de 2017 15:30 SporTV e TV Brasil | 18 21 28 | Set 1 Set 2 Set 3 | 25 30          | Ginásio do Taquaral, Campinas |

## Classificação Final
| Copa Brasil de 2017                |
| São Paulo                          |
| ---------------------------------- |
| FUNVIC Taubaté Campeão (2º título) |